# My Love (canción de Florence and the Machine)
«My Love» es una canción de la banda de rock indie británica Florence and the Machine publicada como tercer sencillo de su quinto álbum de estudio, Dance Fever, bajo el sello discográfico Polydor Records. Fue lanzada el 10 de marzo de 2022, escrita y producida por Florence Welch y Dave Bayley, del grupo Glass Animals. El vídeo musical de la canción también se publicó el día de lanzamiento y fue dirigido por el director estadounidense Autumn de Wilde.

## Recepción de la crítica
Florence and the Machine interpretaron My Love en directo en The Tonight Show Starring Jimmy Fallon el 11 de mayo de 2022. La canción también se incluyó en la lista de canciones para un "espectáculo de calentamiento" en el Alice Tully Hall de Nueva York, antes de la próxima gira de conciertos de la banda, Dance Fever Tour. El 15 de mayo de 2022, Florence and the Machine interpretaron My Love en los Premios Billboard de la Música 2022.

## Actuaciones en directo
En una reseña de Dance Fever, Neil Z. Yeung, de AllMusic, calificó My Love como "uno de los mejores singles del grupo, lo más cerca que está este álbum de alcanzar el nivel esperado de energía "dance" mainstream con su producción brillante, su ritmo trepidante y su estribillo festivalero".

## Posición en listas
| Listas (2022)                                 | Posición más alta |
| --------------------------------------------- | ----------------- |
| Canadá (Canada Rock)                          | 12                |
| Eslovaquia (Rádio Top 100)                    | 100               |
| Estados Unidos (Hot Rock & Alternative Songs) | 23                |
| Estados Unidos (Rock Airplay)                 | 6                 |
| Irlanda (IRMA)                                | 43                |
| Reino Unido (UK Singles Chart)                | 51                |